# Pomnik Gattamelaty
Pomnik Gattamelaty – pomnik konny z brązu weneckiego kondotiera Erasma da Narni (zwanego Gattamelatą) autorstwa Donatella z 1453.
Pomnik ustawiony jest na Piazza del Santo przed bazyliką św. Antoniego w Padwie. Jest to pomnik realistyczny i zarazem jedno z najcenniejszych dzieł rzeźby monumentalnej. Zbroja kondotiera przypomina zbroję cesarską.
Pomnik Gattamelaty nawiązuje do antycznego pomnika Marka Aureliusza w Rzymie.